# 772 (číslo)
Sedm set sedmdesát dva je přirozené číslo. Následuje po čísle sedm set sedmdesát jedna a předchází číslu sedm set sedmdesát tři. Římskými číslicemi se zapisuje DCCLXXII a řeckými číslicemi ψοβ.

## Matematika
772 je:
- Deficientní číslo
- Složené číslo
- Nešťastné číslo

## Astronomie
- (772) Tanete je planetka hlavního pásu, kterou objevil v roce 1913 Adam Massinger

## Roky
- 772
- 772 př. n. l.